# Exeter (Nebraska)
Exeter és una població dels Estats Units a l'estat de Nebraska. Segons el cens del 2000 tenia 712 habitants.

## Demografia
Segons el cens del 2000, Exeter tenia 712 habitants, 276 habitatges, i 171 famílies. La densitat de població era de 429,5 habitants per km².
Dels 276 habitatges en un 28,6% hi vivien nens de menys de 18 anys, en un 54,3% hi vivien parelles casades, en un 4,7% dones solteres, i en un 37,7% no eren unitats familiars. En el 34,1% dels habitatges hi vivien persones soles el 18,5% de les quals corresponia a persones de 65 anys o més que vivien soles. El nombre mitjà de persones vivint en cada habitatge era de 2,42 i el nombre mitjà de persones que vivien en cada família era de 3,15.
Per edats la població es repartia de la següent manera: un 27% tenia menys de 18 anys, un 3,8% entre 18 i 24, un 26,3% entre 25 i 44, un 20,4% de 45 a 60 i un 22,6% 65 anys o més.
L'edat mediana era de 40 anys. Per cada 100 dones de 18 o més anys hi havia 87,1 homes.
La renda mediana per habitatge era de 34.286 $ i la renda mediana per família de 45.234 $. Els homes tenien una renda mediana de 30.547 $ mentre que les dones 17.019 $. La renda per capita de la població era de 16.438 $. Aproximadament el 4,3% de les famílies i el 9,1% de la població estaven per davall del llindar de pobresa.

## Poblacions més properes
El següent diagrama mostra les poblacions més properes.